# Unió Excursionista de Catalunya de la Vall de Tenes
La Unió Excursionista de Catalunya de la Vall de Tenes és un club d'excursionisme lliçanenc, que forma part de la Unió Excursionista de Catalunya, fundat l'any 1975. És una de les delegacions de més joves de la UEC. Té per objectiu el foment de la pràctica de l'excursionisme i de tots els esports que es fan a la muntanya. És membre de la Federació d'Entitats Excursionistes de Catalunya.
Te la seva seu social al municipi de Lliçà d'Amunt, tot i que els seus socis provenen d'un àmbit més ampli, con es la Vall del Tenes, que comprèn els municipis de Bigues i Riells, Santa Eulàlia de Ronçana, Lliçà d'Amunt i Lliçà de Vall, així com d'altres poblacions vallesanes.
La UEC de la Vall de Tenes, ha col·laborat i col·labora amb altres agrupacions de l'àmbit excursionista del Vallès Oriental com el Centre d'Iniciatives de Muntanya (CIM) o l'Agrupació Excursionista de Granollers, així com amb associacions de la Vall de Tenes.

## Història
Un grup de monitors vinculats a les colònies infantils organitzades per les parròquies de la Vall del Tenes, que començaren a fer travesses i excursions per la muntanya i que tenint la voluntat de constituir-se en centre excursionista, va sol·licitar al Consell General de la UEC formar la delegació de la Vall del Tenes. Després de diverses assemblees d'aquest Consell, finalment l'any 1975 es va construir la UEC de la Vall de Tenes.
Un cop constituïda l'entitat, el primer social local fou la rectoria de Lliçà d'Amunt, qui, gràcies a mossèn Lluis Ferret, els cedí un espai de l'església parroquial. No serà fins a l'any 1990, quan l'entitat es traslladarà a l'actual edifici del carrer Barcelona, número 25, de Lliçà d'Amunt. Un edifici que antigament va ser ocupat per les "Escuelas Nacionales", propietat actualment de l'Ajuntament de LLiçà d'Amunt, qui els ha cedit l'edifici a canvi de la seva cura, el seu manteniment i les despeses que genera.

## Serveis
Entre els serveis de l'entitat hi ha una biblioteca, un rocòdrom i un servei de lloguer de material de muntanya.
Biblioteca: situada a la planta baixa de la seu social, es creà progressivament des dels seus inicis i acull més e dues mil guies de muntanya i llibres de temàtica excursionista (naturalesa, esports de muntanya, viatges, etc.). A més hi té una hemeroteca (revistes de muntanya i viatges, etc.), una cartoteca amb mapes de tot el món i una videoteca amb vídeos d'alpinisme i esquí. Des del 30 de novembre de 2002 la biblioteca rep el nom de Biblioteca de muntanya Joan Soley i Farrés, en honor al que fou soci i president de l'entitat, que el 2001 va perdre la vida en un accident de muntanya.
Rocòdrom: des del curs 1999-2000, l'entitat disposa d'un espai d'escalada a l'aire lliure al costat de la seu social. I des del 2004, disposen d'un rocòdrom a l'interior de l'Ateneu l'Aliança de Lliçà d'Amunt.
Lloguer de material de muntanya: entre d'altre material es poden llogar piolets, grampons, esquís, raquetes de neu i material d'acampada divers.

## Seccions
La Unió Excursionista de Catalunya de la Vall de Tenes té diverses seccions. Pel que fa a les seccions esportives hi ha: Alpinisme, BTT, Escalada, Escola de Muntanya, Esquí Muntanya, Esquí alpí, Marxa-Passeig i Senders. I les seccions culturals són fotografia.

## Activitats rellevants
La Secció o Vocalia de Senders es l'encarregada de tenir cura de la senyalització i el manteniment en bon estat dels Senders de Petit Recorregut (PR) PR-C 34 i PR-C 32, que transcorren per la Vall del Tenes, així com també el tram de Sender de Gran Recorregut (GR) GR 97 i GR 5 en el tram compres entre Aiguafreda i Sant Miquel del Fai.
Des del 1980, l'entitat organitza la Marxa-Passeig de la Vall de Tenes, una caminada popular que originalment transcorria pels pobles de la Vall del Tenes, i que des del 1990, la marxa transcorre pels Cingles de Bertí.
Organitzà des del 1991 fins al 2001 la Passejada amb Bicicleta, una pedalada amb bicicleta de muntanya pels voltants de la Vall del Tenes. D'ençà el 2002 l'organització corre a càrrec del Club BTT Lliçà d'Amunt Concos amb la col·laboració de la UEC de la Vall de Tenes.
Amb motiu del 25è aniversari la UEC de la Vall del Tenes, l'any 2000, l'entitat edità la guia Itineraris pels Cingles de Bertí des de Riells del Fai, on es ressenyen set itineraris de la Vall del Tenes ideals per fer-los tot l'any, que van ser netejats, desbrossats i marcats per a poder-los incloure a la guia a patir de l'anomenat Projecte 2000.
Des dels anys noranta l'entitat organitza l'activitat Diapositives a la Fresca, unes vetllades d'estiu a l'aire lliure, les quals es passen audiovisuals de viatges, d'alpinisme expedicionari, d'escalada, etc., realitzades per fotògrafs de muntanya professionals com Jaume Altadill, o alpinistes i escaladores com Sílvia Vidal, l'Expedició Dones al Shisha i l'Expedició Dones a l'Everest.
Diversos membres de l'entitat han participat en expedicions alpinístiques a diferents massissos i muntanyes del mon com als Alps, als Andes, al Muztagh Ata i al Pamir.